# 檸檬酸銣
檸檬酸銣是一種檸檬酸鹽其分子式為Rb3C6H5O7。它是一種可溶于水的白色固体。

## 制備及性质
檸檬酸銣的一水合物可由碳酸铷和柠檬酸在水溶液中反应得到，无水物通过加热一水合物制得。
它是正交晶系晶体，空间群Pnma，晶胞参数a=7.9096 Å, b=10.7733 Å, c=12.6986 Å，Z=4。